# The Aurora Encounter
The Aurora Encounter este un film științifico-fantastic american, realizat în 1986, regizat de Jim McCullough Sr., al cărui scenariu a fost scris de Melody Brooke și Jim McCullough Jr.. În rolurile principale: Jack Elam, Peter Brown și Carol Bagdasarian.

## Distribuție
- Jack Elam (Charlie)
- Peter Brown (Sheriff)
- Carol Bagdasarian (Alain)
- Dottie West (Irene)
- Mickey Hays (Aurora Spaceman)